# 니콘 FX 포맷
니콘 FX 포맷은 약 36×24mm 의 이미지 센서 포맷이다. 이것은 2007년 니콘에서 D3라는 DSLR 카메라에 처음 사용하였다. 135 필름규격과 거의 동일한 크기이다. 
기존에 DX 포맷용으로 발매된 니콘의 DX 포맷 렌즈를 사용할 경우, 사진의 네 귀퉁이에 비네팅(주변부 광량 저하 현상)이 발생할 수 있다.
| 카메라    | 센서 너비 (mm) | 센서 길이 (mm) |
| --------- | -------------- | -------------- |
| 니콘 D3   | 36             | 23.9           |
| 니콘 D700 | 36             | 23.9           |
| 니콘 D3X  | 35.9           | 24             |